# 492 f.Kr.

## Händelser

### Efter plats

#### Grekland
- Kung Dareios I av Persien inleder sitt första fälttåg mot Grekland, under sin svärson Mardonios ledarskap. Dareios skickar Mardonios att efterträda hans satrap (guvernör) i Jonien Artafernes, med specialuppdraget att anfalla Aten och Eretria. Detta är inledningen till det krig som kulminerar i slaget vid Marathon två år senare.
- Under Mardonios befäl kuvar och erövrar perserna Thrakien och Makedonien.
- Mardonios förlorar omkring 300 fartyg ur sin flotta i en storm vid Athosberget, vilket tvingar honom att överge planerna på att anfalla Aten och Eretria.

#### Sicilien
- När den syrakusiska kolonin Camarina gör uppror ingriper Gelas tyrann Hippokrates och förklarar krig mot Syrakusa. Efter att ha besegrat dess armé vid Helorosfloden belägrar han staden. Han tvingas dock retirera i utbyte mot äganderätten till Camarina, sedan styrkor från den grekiska staden Korinth har ingripit.